# Іпотешть (комуна, Сучава)
Іпотешть, Іпотешті (рум. Ipotești) — комуна у повіті Сучава в Румунії. До складу комуни входять такі села (дані про населення за 2002 рік):
- Іпотешть (3019 осіб)
- Лісаура (708 осіб)
- Тішеуць (816 осіб)

Комуна розташована на відстані 354 км на північ від Бухареста, 3 км на південний схід від Сучави, 111 км на північний захід від Ясс.

## Населення
За даними перепису населення 2002 року у комуні проживали 4543 особи.
Національний склад населення комуни:
| Національність | Кількість осіб | Відсоток |
| -------------- | -------------- | -------- |
| румуни         | 4524           | 99,6%    |
| цигани         | 8              | 0,2%     |
| українці       | 7              | 0,2%     |
| угорці         | 2              | < 0,1%   |
| поляки         | 1              | < 0,1%   |

Рідною мовою назвали:
| Мова       | Кількість осіб | Відсоток |
| ---------- | -------------- | -------- |
| румунська  | 4532           | 99,8%    |
| українська | 7              | 0,2%     |
| угорська   | 2              | < 0,1%   |
| німецька   | 1              | < 0,1%   |
| російська  | 1              | < 0,1%   |

Склад населення комуни за віросповіданням:
| Релігія        | Кількість осіб | Відсоток |
| -------------- | -------------- | -------- |
| православні    | 3013           | 66,3%    |
| п'ятдесятники  | 987            | 21,7%    |
| баптисти       | 486            | 10,7%    |
| адвентисти     | 21             | 0,5%     |
| бретрени       | 9              | 0,2%     |
| не релігійні   | 8              | 0,2%     |
| римо-католики  | 6              | 0,1%     |
| старообрядці   | 5              | 0,1%     |
| греко-католики | 3              | 0,1%     |
| реформати      | 1              | < 0,1%   |
| лютерани       | 1              | < 0,1%   |

## Зовнішні посилання
- Дані про комуну Іпотешть на сайті Ghidul Primăriilor [Архівовано 31 травня 2009 у Wayback Machine.]